# Agustí Blanch
Agustí Blanch, fou mestre de capella a la Basílica de Santa Maria de Vilafranca del Penedès de Barcelona aproximadament entre el 1820 i el 1834.
Durant els anys que estigué actuant Agustí Blanch, la Capella Musical va poder continuar modernitzant-se instrumentalment i introduint nous instruments i repertori de músics com Ignasi Ayné (música simfònica) o com Jaume Joan Lleys i Ramon Gili (música religiosa).
Abans de ser mestre de capella, Agustí Blanch ja es dedicà a la copia de manuscrits. L'any 1818, amb la crescuda de l'obra orquestrada, Agustí Blanch va copiar el manuscrit de la secció simfònica de l'oratori anomenat El triomf de la Gràcia (AMV, ms. 1205/1852B), on consta la participació de dues trompes, dos clarinets, una flauta, un fagot, violins, viola i baix. Al 1819 copia una simfonia del mestre de capella de la catedral de Barcelona, en Josep Roses (AMV, ms. 1100/1743B), on ja indicaria directament que participa tota orquestra. A part d'aquests dos manuscrits, es coneix que Agustí Blanch copià també la peça AMV, ms. 1139/1782B durant el primer terç del segle xix.